# سليم حنيفي
سليم حنيفي هو مدرب كرة قدم ولاعب كرة قدم جزائري في مركز الهجوم، ولد في 11 أبريل 1988 في سيدي عيش في الجزائر. لعب مع اتحاد الجزائر ورائد القبة وشباب بلوزداد وشبيبة القبائل.

## وصلات خارجية
- سليم حنيفي على موقع قاعدة بيانات كرة القدم.إي يو (الإنجليزية)
- سليم حنيفي على موقع Soccerway.com (الإنجليزية)